# Castrisch
Castrisch (tot 1943 officieel in het Duits Kästris) is een plaats en voormalige gemeente in het Zwitserse kanton Graubünden, behorend tot de gemeente Ilanz/Glion. Het telde eind 2013 als afzonderlijke gemeente 389 inwoners. In 2014 hield de gemeente Castrisch op te bestaan.
Castrisch ligt bij de westelijke ingang van de Rheinschlucht (Ruinaulta), het kloofdal van de Voor-Rijn. Het dorp beschikt over een halte van de Rhätische Bahn.
- Gemeinsame Normdatei: 7672290-9
- Historisch woordenboek van Zwitserland: 001434
- Virtual International Authority File: 240135767
- WorldCat: E39PBJyhhw8Vqf8HVYmt4cBkjC